# Аскохіта
Аскохіта (лат. Ascochyta) — рід паразитичних грибів. Назва вперше опублікована 1830 року.

## Будова
Один з найбільших родів пікнідіальних грибів. Має кулеподібні чи приплюснуті пікніди з простим округлим отвором (порусом) чи з різноманітним по формі продихами, що занурені у тканину листків, стебел, гілок, плодів чи інших органів рослин. В пікнідах розвиваються різноманітні за формою (від циліндричних до веретеноподібних) і розмірах конідії, прямі чи злегка вигнуті, спочатку одноклітинні, потім двухклітинні, інколи трьохклітинні, без кольору чи злегка забарвлені.

## Поширення та середовище існування
Гриби цього роду — паразити, що викликають плямистість різних частин рослин, різняться по кольору та формі. Хвороби, що викликаються ці гриби називаються аскохітозами. Зачасту аскохіти паразитують на рослинах бобових, складноцвітих, розоцвітих, пасльонових тощо. Основна маса аскохітів — мезофіли, ростуть в теплих та вологих умовах. Протяжність вегетації різних видів від 4 до 16 тижнів.

## Галерея

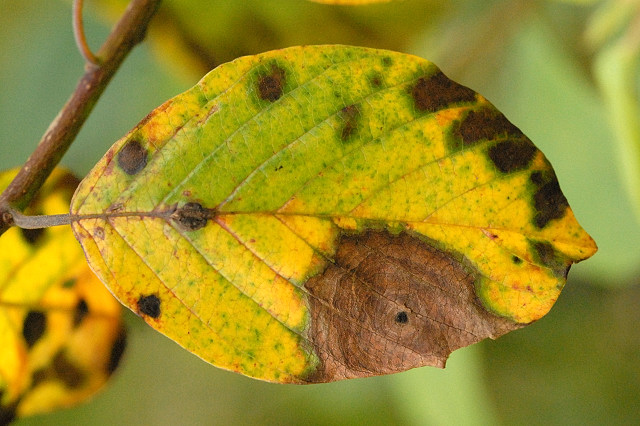
Ascochyta frangulina
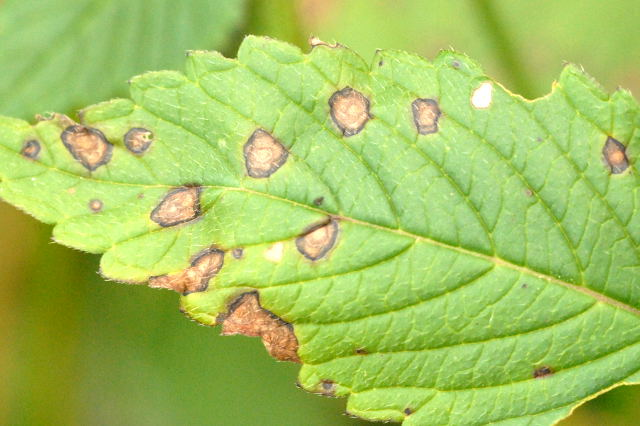
Ascochyta galeopsidis
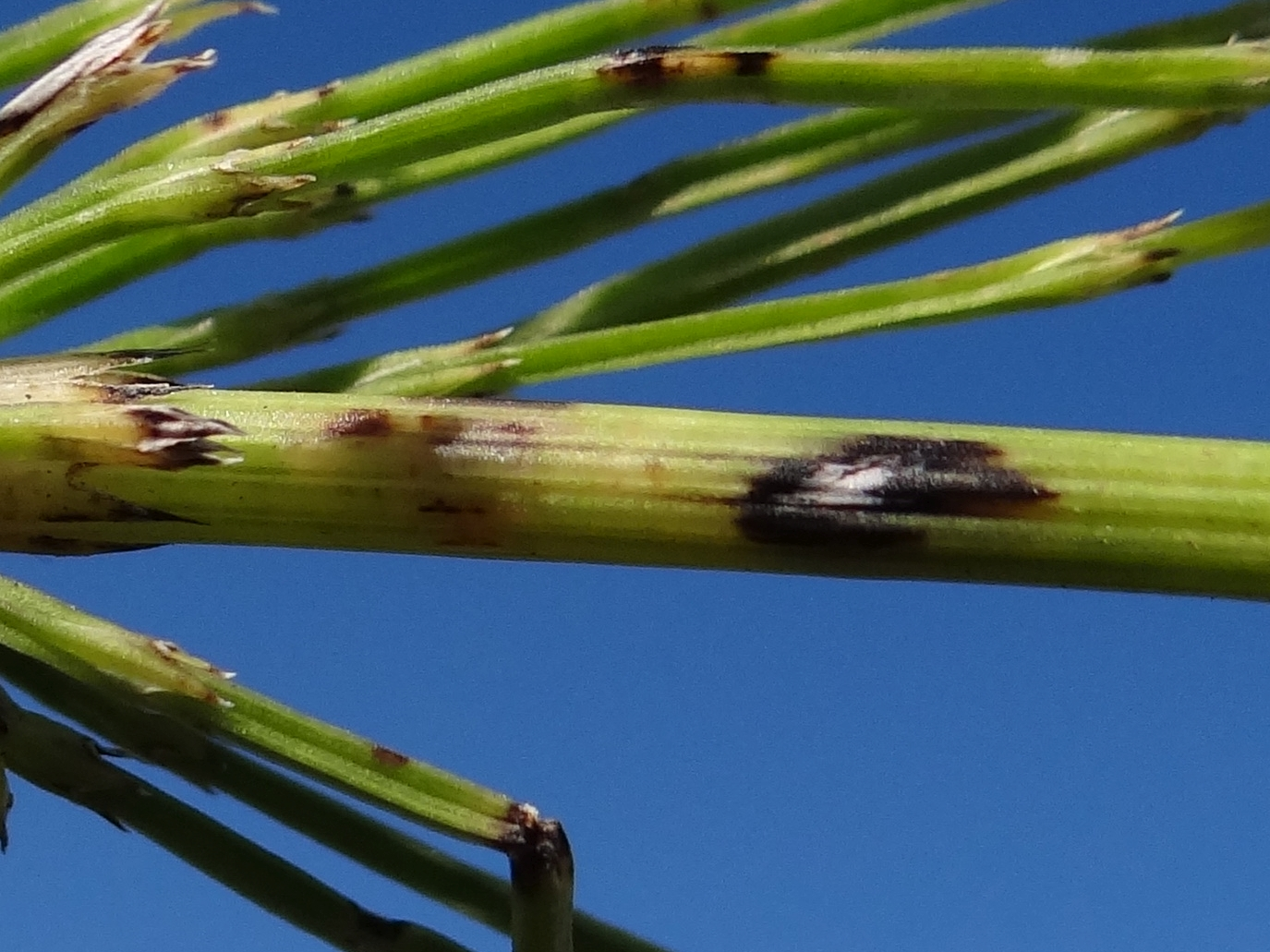
Ascochyta equiseti

## Види
База даних Species Fungorum станом на 9 жовтня 2019 року налічує 721 вид роду Ascochyta.